# Grażyna Seweryn
Grażyna Seweryn, z d. Jaworska (ur. 14 listopada 1959 w Szprotawie) – polska koszykarka grająca na pozycji rozgrywającej, wicemistrzyni Europy (1980, 1981), sześciokrotna mistrzyni Polski.

## Życiorys
Jest wychowanką KS Szprotawia, w którym debiutowała w II lidze w 1976. W latach 1978–1992 występowała w Wiśle Kraków, zdobywając z nią sześć tytułów mistrzyni Polski (1979, 1980, 1981, 1984, 1985, 1988), trzy tytuły wicemistrzyni Polski (1983, 1987, 1992) i brązowy medal mistrzostw Polski (1982). W latach 1992–1994 grała we francuskiej drużynie Dijon, w latach 1994-1996 w II-ligowej Koronie Kraków.
W reprezentacji Polski wystąpiła w 250 spotkaniach (co jest rekordem w historii tej drużyny), w tym sześciokrotnie na mistrzostwach Europy (1980 – 2 m., 1981 – 2 m., 1983 – 7 m., 1985 – 6 m., 1987 – 10 m., 1991 – 6 m.) i raz na mistrzostwach świata (1983 – 7 m.).
Jej mąż Janusz i syn Łukasz również zdobywali tytuły mistrza Polski w koszykówce.